# Kfar Aza-i mészárlás
2023. október 7-én körülbelül 70 Hamász fegyveres megtámadta Kfar Azát, egy kibucot, amely körülbelül 3 km távolságra van a Gázai övezet határától. Civil lakosokat mészároltak le, köztük legalább 40 gyereket, és több túszt szedtek.
A kibucnak 400 lakosa volt a támadás előtt. Két napba telt, mire az Izraeli Védelmi Erők visszaszerezték az irányítást a község felett. A meggyilkolt izraeliek pontos száma még mindig nem ismert, október 15-i adatok szerint 52-en haltak meg, további legalább 20 embert eltűntként tartanak nyilván.
A támadás jelentős volt, embereket daraboltak fel és égettek halálra a terroristák. Egyelőre nem erősítették meg az izraeliek állítását, miszerint kisbabák fejét vágták le.

## Mészárlás

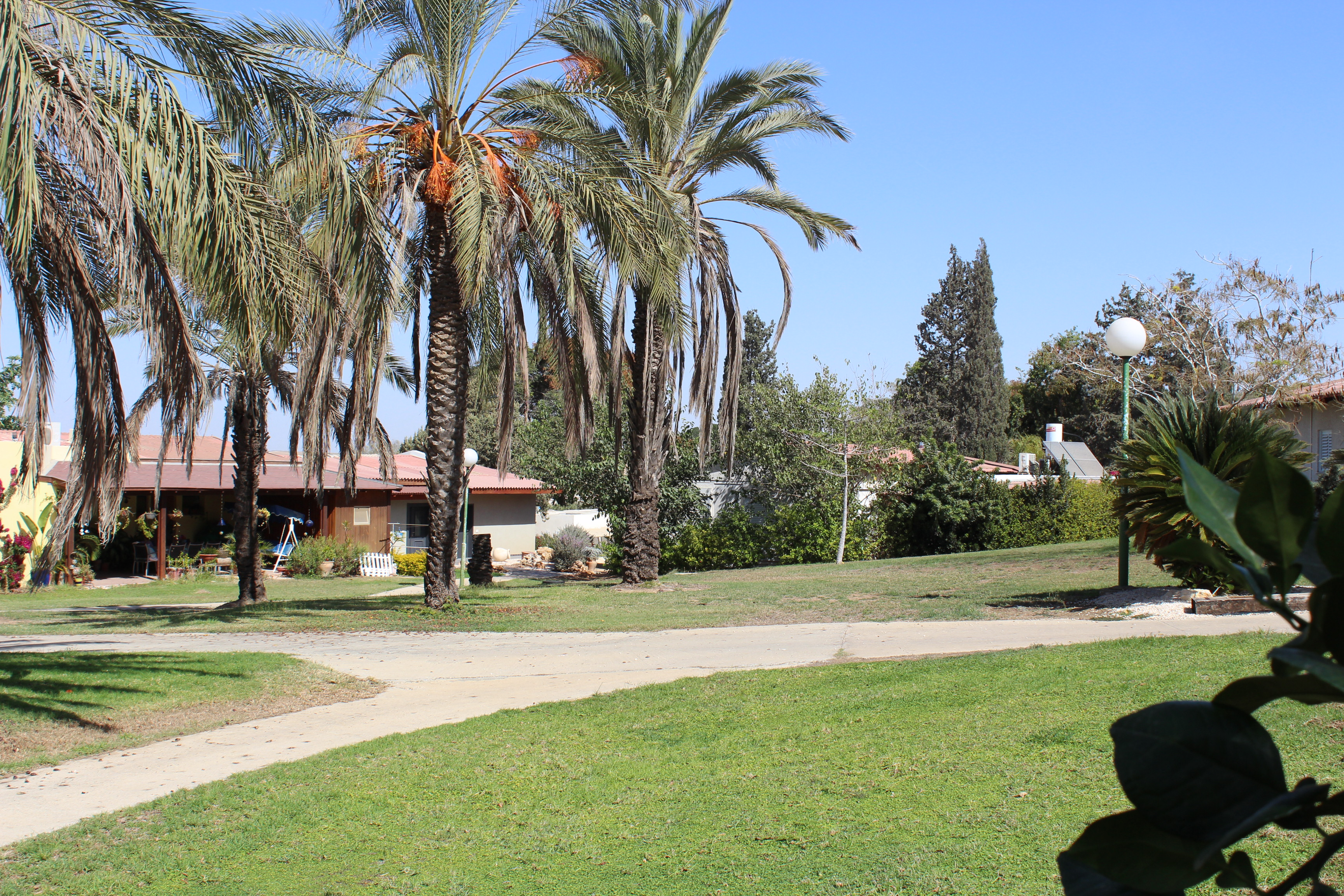
Kefar Aza a mészárlás előtt

2023. október 7-én reggel körülbelül 70 Hamász fegyveres áttörte a kerítést és bejutott a kibucba. Ezután a fegyveresek lemészárolták a közösség lakóit. Az iszlamista fegyveresek először a település nyugati oldalát vették célba – a kibuc Gázához közel eső területét –, ahol kisgyermekes családok éltek. Ötvenkét embert öltek meg a kibucban.
A kibuc katonai kiképzésben részesült tagjai, akik önkéntes fegyveres őrséget alkottak, harcoltak a betolakodó fegyveresek ellen, hogy megvédjék a közösséget. Mindenkit megöltek közülük. A Hamász fegyveresei később mind a négy irányra kiterjesztették a támadást. A terroristák házakat égettek fel, civil lakosokat öltek meg. A kibuc lakóinak holttestét összekötött kézzel találták meg.
A fegyveresek túszokat is ejtettek a kibucból. Az Associated Press képeket közölt négy túszról, akiket október 7-én raboltak el. A fegyveresek nőket, gyerekeket és időseket hurcoltak Gázába túsznak.
Itai Veruv izraeli vezérőrnagy terrortámadásnak minősítette a mészárlást.
A mészárlás előtt a közösségnek 400 lakosa volt. Az Izraeli Védelmi Erőknek két és fél napba telt, hogy visszanyerjék a teljes uralmat a település felett. A 71-es egység ejtőernyősei foglalták vissza a kibucot, és a Duvdevan egység is részt vett a harcokban.
Az újságírókat 2023. október 10-én beengedték a kibuc területére. A Hamász videófelvételt is közzétett a támadásról.

## Áldozatok
A BBC News szerint úgy tűnik, hogy a mészárlás áldozatainak többsége a támadás kezdetén halt meg. 2023. október 10-én a katonák még mindig holttestek után kutattak a kibucban. Az egyik jelenlévő katona szerint több civilt lefejeztek. Másokat feldaraboltak vagy megégettek. A jelentések szerint gyerekek és csecsemők is voltak a meggyilkoltak között.

### Lefejezésekkel kapcsolatos közlemények
Az Izraeli Védelmi Erők (IDF) egyik tagja, aki a híroldalnak nyilatkozott, azt mondta az i24NEWS-nek adott interjújában, hogy a Hamász terroristái 40 gyereket öltek meg, néhányukat lefejezték. A CBS News később interjút készített Yossi Landau-val, a ZAKA elsősegélynyújtó szervezet regionális vezetőjével, aki elmondta, hogy csecsemőket és kiskorúakat is lefejeztek, a felnőtteket pedig feldarabolták. Landau később azt nyilatkozta a Sky News-nak, hogy a Kfar Azában és a Be'eriben lévő holttestek 80%-án kínzás jelei látszottak.
Benjámín Netanjáhú izraeli miniszterelnök szóvivője is kijelentette, hogy számos csecsemőt lefejeztek, és ezt a nagy horderejű állítást Joe Biden amerikai elnök is megismételte, aki azt közölte, hogy látott a lefejezett holttestekről fényképes bizonyítékot. A Fehér Ház később tagadta, hogy Biden látott volna ilyen fényképeket, és kifejtette, hogy Biden médiajelentésekre és Netanjahu nyilatkozataira hivatkozott.
Az IDF a Business Insidernek kijelentette, hogy nem vizsgálják tovább az állítást, mert "tiszteletlenség lenne a halottakkal szemben". Netanjahu irodája halott csecsemőkről tett közzé fényképeket, akiket megöltek és megégettek a támadásban. A Jerusalem Post kijelentette, hogy ezek a képek, amelyeket a Twitter/X-en tettek közzé és mutattak meg Antony Blinken külügyminiszternek, megerősítették, hogy a csecsemőket lefejezték, míg az NBC News azt állította, hogy az állítást nem lehetett függetlenül ellenőrizni, és nincs fényképes bizonyíték arra vonatkozóan, hogy a csecsemőket lefejezték. A CNN jelentése szerint a lefejezésről szóló állításokat nem sikerült megerősíteni. Ennek ellenére az i24NEWS riportere fenntartja álláspontját, megerősítve, hogy személyesen volt szemtanúja a szörnyű látványnak. A törvényszéki nyomozók azt mondták, hogy bizonyítékokat láttak lefejezett emberekre, köztük csecsemőkre is, de kijelentették, hogy az nem világos, hogy a lefejezések a halál beállta előtt vagy után történtek, és hogy a lefejezések inkább kézi páncéltörő gránátvetők használatából eredhettek, nem pedig pengével történő vágás következtében.
Az az állítás, hogy 40 csecsemőt lefejeztek, széleskörű figyelmet kapott a közösségi médiában, több mint 40 millió megjelenítéssel az X- en (korábban Twitteren), amelyet az i24NEWS izraeli webhely és a hivatalos Israel-fiók terjesztett. A hír csaknem egy tucat brit újság címoldalára került. Az NBC News kijelentette, hogy a jelentés valószínűleg téves, és az IDF katonák két külön nyilatkozatának összemosásán alapszik.

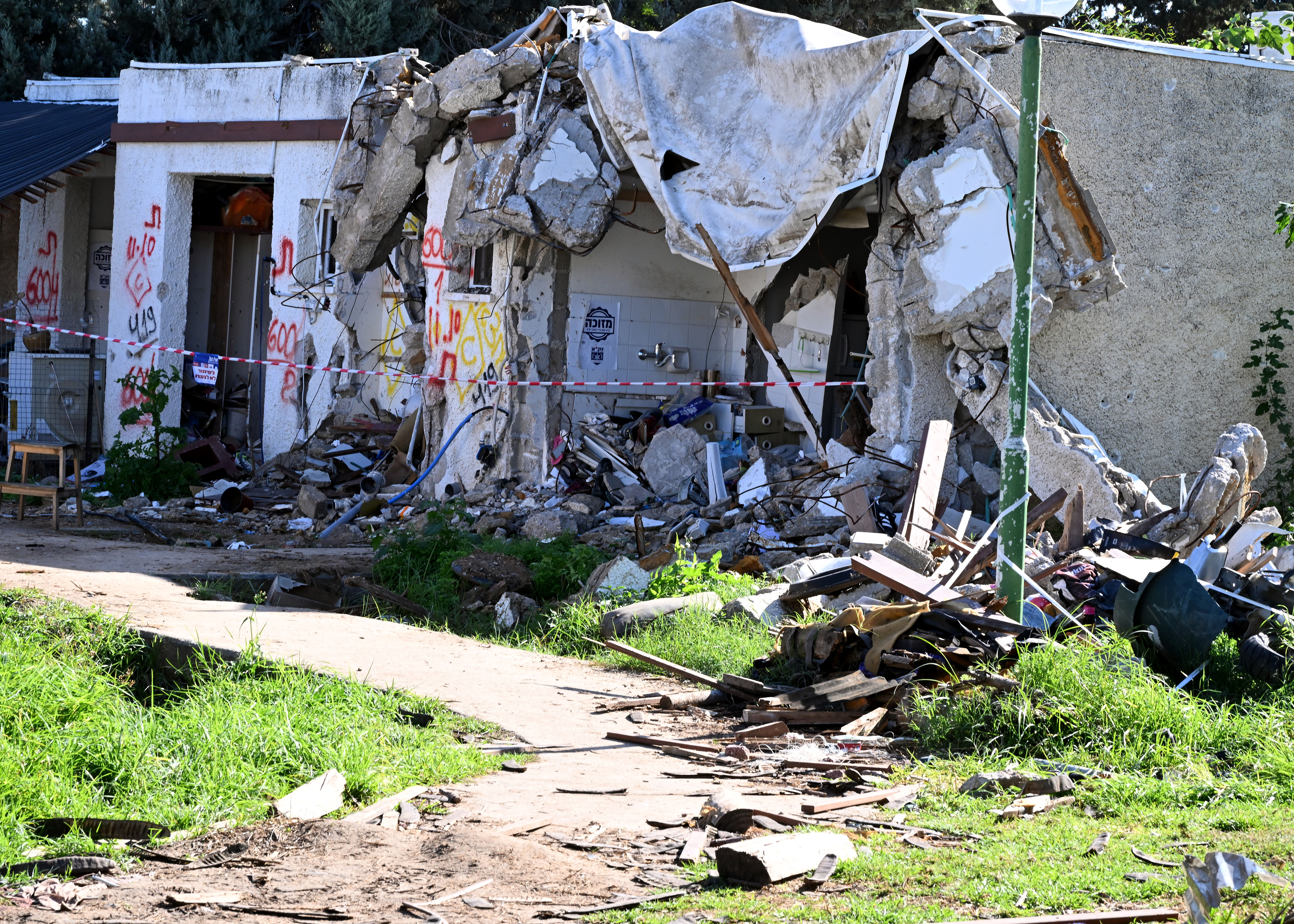
Lindsey Graham látogatása alatt készült kép 2024 Január 4.-én

### Halott baba a sütőben állítás
A holttestek boncolásra való szállítása során a Hatzalah két elsősegélynyújtója azt mondta, hogy egy leégett ház romjai között találták meg egy kisbaba holttestét, akinek testén sütőnyomok voltak. A szervezet elnöke először nyilvánosan a Republikánus Zsidó Koalícióban beszélt az esetről október végén Las Vegasban. A Hatzalah elnöke kijelentette, hogy nem ismert, hogyan került a baba a sütőbe, és lehetségesnek vélte, hogy a gyermek szülei helyezték a babát a sütőbe, hogy megvédjék a tűztől, nem pedig a Hamász fegyveresei szándékosan.

## Túlélők
Ziv Stahl, a Yesh Din emberi jogi szervezet ügyvezető igazgatója túlélte a mészárlást, és később a Háárecnek írt cikkében határozottan ellenezte a bosszúállásra való felhívást, azzal érvelve, hogy "A válogatás nélküli gázai bombázások és a szörnyű bűnökben nem érintett civilek megölése nem jelent megoldást."
Egy másik túlélő, Avidor Schwartzman elmesélte, hogyan bujkált feleségével és egy éves lányával a biztonságos szobájukban több mint 20 órán keresztül, amíg az izraeli katonák megmentették őket.

„"Mindenütt holttestek voltak. Halottak mindenhol," mondta Avidor Schwartzman. "Láttuk, hogy a mi kis földi paradicsomunk teljesen leégett – égésnyomok és vér mindenütt."”

## Fordítás
Ez a szócikk részben vagy egészben  a   Kfar Aza massacre című angol Wikipédia-szócikk ezen változatának fordításán alapul.  Az eredeti cikk szerkesztőit annak laptörténete sorolja fel. Ez a jelzés csupán a megfogalmazás eredetét és a szerzői jogokat jelzi, nem szolgál a cikkben szereplő információk forrásmegjelöléseként.